# Sybra striatopunctata
Sybra striatopunctata là một loài bọ cánh cứng trong họ Cerambycidae.